# Schizogenius scopaeus
Schizogenius scopaeus är en skalbaggsart som beskrevs av John Whitehead. Schizogenius scopaeus ingår i släktet Schizogenius och familjen jordlöpare. Inga underarter finns listade i Catalogue of Life.